# Гельфанд, Владимир Натанович
Влади́мир Ната́нович Ге́льфанд  (1 марта 1923, Новоархангельск, Одесская губерния — 25 ноября 1983, Днепропетровск) — писатель-мемуарист, участник Великой Отечественной войны.
Известен как автор опубликованных дневников о годах службы в Красной Армии (1941—1946), неоднократно издававшихся на русском языке и в переводе на немецком и шведском языках.

## Биография

### Детство и юность
Владимир Гельфанд родился 1 марта 1923 года в посёлке Новоархангельск Кировоградской области. Он был единственным ребёнком в бедной еврейской семье. Мать Владимира, Надежда Владимировна Городынская (1902—1982), была родом из малообеспеченной семьи, в которой росло восемь детей. В юности она зарабатывала деньги, давая частные уроки. В 1917 году она вступила в РСДРП(б) и, как упоминал Владимир в своей биографии, принимала участие в Гражданской войне. В 1920-х годах она была исключена из партии с формулировкой «за пассивность». Это помешало её карьере, но спасло от последующих репрессий. Отец, Натан Соломонович Гельфанд (1894—1974), работал на цементном заводе в Днепродзержинске. В отличие от своей супруги, он оставался беспартийным.
В 1926 году в поисках средств к существованию молодая семья переехала на Кавказ. Владимир и его родители обосновались в Ессентуках, где жили родители отца, но уже в 1928 году вернулись на Украину в город Днепродзержинск Днепропетровской области. Здесь отец работал бригадиром на металлургическом заводе и, по дневникам Владимира, был «ударником». Мать была воспитателем в заводском детском саду, в который среди прочих детей ходил и Владимир. В 1932 году она сменила работу, перейдя в отдел кадров крупного металлургического предприятия. В 1933 году семья переехала в Днепропетровск. Родители Владимира расстались, когда он учился в школе.
Учился Владимир успешно, активно участвовал в общественной жизни: был редактором стенгазеты, организатором конкурсов художественной декламации, агитатором-пропагандистом, вступил в комсомол. После средней школы Владимир поступил на Днепропетровский индустриальный рабфак (ныне — Национальная металлургическая академия Украины), успев до начала войны проучиться там три курса.

### Годы войны
Нападение Германии на Советский Союз прервало образование Гельфанда. Когда в августе 1941 года предприятия, общественные учреждения и значительная часть населения города эвакуировались, Владимир переехал в Ессентуки, где поселился у тёти — сестры отца. В Ессентуках Владимир работал электриком и имел бронь от призыва в армию. Тем не менее, в апреле 1942 г. он обратился в военкомат и 6 мая стал военнослужащим Красной Армии. Прошёл обучение в артиллерийской школе вблизи от Майкопа на западном Кавказе и получил воинское звание сержанта.
В июле 1942 года, когда нефтяные месторождения Кавказа стали прямой целью немецкого наступления, Владимир Гельфанд находился на южном фланге «Харьковского фронта» (как сам он пишет в «Дневнике», запись от 16.06.1942) в должности командира миномётного отделения. Часть, в которой служил Гельфанд, отступала вместе с армией в район Ростова. В середине июля она была окружена и уничтожена. В составе маленькой группы солдат Владимиру удалось вырваться из окружения и присоединиться к частям 62-й армии под командованием В. И. Чуйкова, которая сражалась в Сталинграде. Сержант Гельфанд, будучи командиром миномётного отделения, был назначен одновременно заместителем командира взвода по политической работе. Он написал заявление о вступлении в Коммунистическую партию и стал кандидатом в её члены.
К концу 1942 года боевые действия в районе Сталинграда приближались к победному завершению. В декабре Владимир был ранен в руку и попал в военный госпиталь вблизи от Саратова, где пробыл до февраля 1943 года. После выписки получил направление в стрелковую школу офицеров около освобожденного от немцев Ростова.
Летом 1943 г. Владимиру Гельфанду удалось восстановить связь с матерью, которая была эвакуирована в Среднюю Азию. Из её письма он узнал, что почти все его родственники по отцовской линии в занятых фашистами Ессентуках — бабушка, дядя, две тёти и две двоюродные сестры — были убиты при проведении акции по уничтожению евреев. В живых остались только его отец и брат отца, которые перед приходом немцев успели бежать в Дербент, перейдя через Кавказский хребет.
Владимир прошел трёхмесячное обучение на курсах офицеров и получил воинское звание младший лейтенант. В конце августа 1943 г. он был переведён в 248-ю стрелковую дивизию, где принял командование миномётным взводом. Осенью 1943 г. 248-я стрелковая дивизия вошла в состав 3-го Украинского фронта и заняла позиции к югу от Мелитополя. В конце января 1944 г. Владимир Гельфанд получил звание лейтенанта. С ноября 1943 г. он стал полноправным членом ВКП(б).
Осенью 1943 года Гельфанд участвовал в форсировании Днепра. В начале мая 1944 г. его часть форсировала Днестр вблизи Григориополя. Новое наступление в южной части фронта привело Гельфанда в августе 1944 г. в Бессарабию. Все чаще встречались колонны военнопленных и пленных предателей (власовцев). В дневнике он описывает ненависть красноармейцев по отношению к пленным, особенно по отношению к предателям.
Осенью 1944 г. его подразделение находилось в Польше к востоку от Варшавы. Дневник заполняется заметками о встречах с польским гражданским населением. В начале 1945 года Красная армия готовилась к двум сильным наступательным операциям: наступлению на Вислу-Одер и наступлению на Восточную Пруссию. С этой целью переформировывались и снабжались более 3 миллионов советских солдат. Битва должна была завершиться окружением Берлина. Красной Армии противостоял всё ещё могущественный враг, который был готов у границ своей страны к упорному сопротивлению. 12 и 13 января советская армия пошла в наступление.
В 1945 году Гельфанд служил в 1052-м стрелковом полку 301-й дивизии. 301-я дивизия с октября 1944 года принадлежала к 5-й армии генерал-полковника Берзарина в пределах 1-го Белорусского фронта, которым командовал генерал армии Жуков. Владимир Гельфанд получил в 3-м батальоне командование миномётным взводом. Утром 14 января 1945 года началось наступление к югу от Варшавы на реке Пилице. 1052-й стрелковый полк через 2 недели достиг нарушенной в 1939 г. вермахтом границы Германии. Записи дневника Гельфанда свидетельствуют об усталости, но также и о гордости и об ожидании победы.
В начале февраля 1945 г. его часть с севера наступала на западном берегу Одера. В воспоминаниях командира дивизии полковника Антонова сообщается, что 3-й батальон 1052-го стрелкового полка должен был отражать особенно жестокие контратаки противника. В преддверии Берлинской операции Гельфанд был назначен в штаб 301-й дивизии генерала Антонова, чтобы вести журнал боевых действий. В середине апреля 301-я дивизия, находившаяся в Кюстрине, перешла к наступлению на Берлин. Гельфанд самостоятельно посещал боевые позиции частей и подразделений дивизии. В конце апреля Владимир Гельфанд в составе 301-й стрелковой дивизии принял участие в штурме Берлина.

### После окончания войны
После Победы Гельфанд надеялся на увольнение из армии. Однако он не был демобилизован ни в первую волну демобилизации (в соответствии с указом от 23 июня 1945 г.), ни во вторую волну (в соответствии с указом от 25 сентября 1945 г.). В июне 1945 года Гельфанд не имел определённого задания. Когда началось разграбление Научной библиотеки, он счёл это «позорным варварством» (запись от 16/17 июня). В начале июля он прибыл в правление офицерского резерва близ деревни Рюдерс. В этот период Гельфанд пытался получить должность политработника или (после языковых курсов) переводчика.
В августе 1945 года, когда СССР объявил войну Японии, Гельфанд предсказывал скорую победу в этой войне, в то время как многие из его сослуживцев опасались, что война на Дальнем востоке продлится несколько месяцев или даже лет.
В октябре 1945 года Гельфанд получил назначение на Базу материалов и оборудования в Креммене, северо-западнее от Берлина, которая была приписана к 21-й Независимой бригаде трофеев. Транспортное отделение Базы состояло первоначально из трёх (в начале 1946 года), затем — шести офицеров, а также технического персонала из сержантов. Лейтенант Гельфанд комплектовал партии различных товаров в советские части и сопровождал их, организовывал транспортировку и демонтаж имущества реституции. Во время своей работы он постоянно находился между Науэном, Потсдамом, Фельтеном, Кремменом, Хеннигсдорфом, Шёневальде, Фюрстенбергом и Берлином. В начале 1946 г. его кратковременно назначили руководителем производства Кременнского лесопильного завода, где ему подчинялись шесть солдат и две упряжки лошадей. Кроме этого, он должен был принимать караул в Базе. Его зарплата составляла 750 рублей. В конце 1945 г. на Украине (в то время) на рынке килограмм сахара стоил 250 руб., килограмм ржаного хлеба в среднем 24 руб., поэтому Владимир, посылавший матери денежные переводы, был ей слабым помощником. Там он служил до демобилизации в сентябре 1946 г.
В июле 1946 он ходатайствовал об отпуске. Вместе с родителями он прибегал к уловке: командованию были отправлены медицинские аттестаты о плохом состоянии здоровья матери, бедственное положение семьи драматизировалось. Мать даже обращалась с письмом к Сталину. Но отпуск ему предоставлен не был.
10 сентября 1946 Владимир Гельфанд был демобилизован. Владимир возвратился в Днепропетровск к матери. В сентябре 1947 он начал учёбу на историко-филологическом факультете Днепропетровского государственного университета. В феврале 1949 года он сочетался браком с девушкой, которую знал со времени учёбы в школе и во время войны был с ней в переписке. Берта Давидовна Койфман заканчивала учёбу в Молотовском (с 1958 г. Пермском) медицинском институте. Летом 1949 г. Владимир Гельфанд перевёлся в Молотовский (с 1958 г. Пермский) государственный университет. В 1950 г. родился сын Александр.
В 1952 г. Владимир Гельфанд закончил учёбу в Молотовском университете. Он написал дипломную работу о романе Ильи Эренбурга «Буря» (1947). В феврале 1951 года Гельфанд встретился с Ильей Эренбургом в Москве. С августа 1952 г. Владимир работал преподавателем истории, русского языка и литературы в техникуме Железнодорожников № 2 в Молотове. Скоро брак с Бертой попал в кризис. В 1955 г. Владимир оставил жену и сына и возвратился в Днепропетровск, где поступил на работу преподавателем в городской Технический техникум.
В 1957 г. Владимир Гельфанд познакомился с выпускницей института Педагогического образования Махачкалы Беллой Ефимовной Шульман. В августе 1958 г. Владимир развелся с первой женой и вскоре заключил брак с Беллой. От этого брака родилось двое сыновей: в 1959 г. — Геннадий, в 1963 г. — Виталий. Несмотря на высшее педагогическое образование, Белла не смогла получить место преподавателя в средней школе. Сегодня Белла приписывает это латентному, частично даже открытому антисемитизму. «До тех пор пока я являюсь здесь школьным районным советом, — говорил один начальник, — никакой еврей не будет работать в средней школе». Таким образом Белла с высшим образованием работала в детском саду, а Владимир оставался всю жизнь преподавателем обществоведения, истории и политэкономии в профессиональных училищах, сначала в 12-м, а с 1977 г. в 21-м города Днепропетровска.
Гельфанд оставался активным членом партии, принимал участие в работе партийной группы школы. Там происходили время от времени жёсткие дискуссии. Антисемитские оскорбления даже со стороны коллег не были редкостью. Гельфанд писал непрерывно. Гельфанд предлагал местной прессе не только статьи о школьных буднях и результатах работы, но и свои воспоминания о войне. Поздние семидесятые годы стали его самыми продуктивными. Коллекция газетных публикаций охватывает 7 статей из 1968 года, 20 — из 1976 года, 30 — из 1978 года. Они появлялись на украинском и русском языках в местных партийных газетах и газетах комсомола, а также в газетах для строителей.
Условия жизни оставались тяжелыми. Более 10 лет семья Гельфанд из четырёх человек арендовала частное жилое помещение площадью 10 м². Только в конце шестидесятых годов семья участника войны получила государственную квартиру. У Владимира Гельфанда появились проблемы со здоровьем. В 1974 г. умер его отец, в 1982 г. — мать. Владимир пережил её только на год.

## Дневник
В течение всего времени — на фронте, в военном госпитале и в школе младших офицеров — он вёл дневник. В передышках между атаками и бомбардировками противника, на маршах, при фортификационных работах и подготовке наступлений он стремился к духовным занятиям. В местностях, которые проходила его часть, он обшаривал библиотеки и спрашивал о книгах. Он писал стихотворения и предлагал их различным фронтовым газетам. Он посылал статьи и стихи в центральные газеты, выпускал стенные газеты и составлял боевые листки. Владимир выступал на комсомольских и партийных собраниях, обсуждал речи Сталина и директивы командования.
Литературный интерес Гельфанда характеризовался писательскими величинами Советского Союза тридцатых годов: Демьян Бедный, Янка Купала, Иосиф Уткин, Алексей Толстой, Вересаев. Он ценил Максима Горького, Николая Тихонова и Всеволода Вишневского. На войне он читал в газетах фронта многое из Ильи Эренбурга, при случае брал себе — согласно дневнику — романы Лиона Фейхтвангера и Марка Твена. Во время учёбы он интересовался ленинградской поэтессой Верой Инбер. «Я испытал гораздо больше на войне, чем они, — писал он в 1947 г. после чтения блокадного дневника Инбер. — Я должен был бы смочь писать хотя бы поэтому гораздо более захватывающе, чем они…».
В семидесятые годы Гельфанд частично опубликовал фрагменты своих военных воспоминаний, но не смог избежать самоцензуры. Таким образом, он больше никогда не цитировал оригинальные строки, оставленные им в 1945 году на Рейхстаге и в 1946 г. на Колонне Победы (запись от 24 августа и 18 октября 1945 г.). В газете «Советский Строитель» 25 апреля 1975 г. в статье «Победа в Берлине» стих, вместо первоначальных строк «Я смотрю и плюю на Германию, На Берлин, побежденный, плюю!» был заменен безвредным: «Посмотрите, здесь я, победитель Германии — в Берлине я победил!»

## Медиа
«Дневник советского солдата. Его сила в описании действительности, которая отрицалась долгое время и никогда не описывалась в перспективе будней. Несмотря на все ужасы, это захватывающее чтение, дошедшее до нас через много лет. Более чем радостно, что эти записи, даже с 60-летним опозданием, стали доступны, по крайней мере для немецкой публики, поскольку не хватало именно такой перспективы. Эти записи впервые показывают лицо победителей-красноармейцев, что дает возможность понять внутренний мир русских солдат. Для Путина и его постсоветских стражей будет тяжело закрыть этот дневник в шкафчик с ядами враждебной России пропаганды».
«„Немецкий дневник 1945-46“ Гельфанда примечателен во многих отношениях. Это необычное описание очевидцем освобождения Красной армией Польши и Восточной Германии. Поскольку в Красной армии было запрещено вести дневник, наверное, по соображениям безопасности, то читатели уже имеют причину быть благодарными украинскому лейтенанту Владимиру Гельфанду, который смело нарушил этот запрет. Несмотря на то, что дневник недостаточен в некоторых отношениях, он может быть определенным противовесом той армии исторических ревизионистов, которые работают, чтобы превратить большую победу человечества над гитлеризмом в жестокое нападение сталинских гвардий на западную цивилизацию».
«Это очень частные, не подвергнутые цензуре свидетельства переживаний и настроений красноармейца и оккупанта в Германии. При всем том показательно, как молодой красноармеец видел конец войны и крушение немецкого общества. Мы получаем полностью новые взгляды на боевое содружество Красной Армии и её моральное состояние, которое слишком часто было прославлено в советских изображениях. Кроме того дневники Гельфанда противостоят распространенным тезисам и военные успехи Красной Армии нужно приписывать преимущественно системе репрессий. По личным переживаниям Гельфанда можно видеть, что в 1945/46 имелись также заботливые отношения между мужчинами-победителями и женщинами-побежденными. Читатель получает достоверную картину, что и немецкие женщины искали контакт с советскими солдатами, — и это вовсе не только по материальным причинам или с потребностью защиты».
«Среди многих рассказов очевидцев конца Второй мировой войны в Германии появился в 2005 году дневник молодого красноармейского лейтенанта, который участвовал в захвате Берлина и оставался в городе до сентября 1946. „Немецкий дневник“ Владимира Гельфанда был предметом широко распространенного интереса СМИ, который своими комментариями бросает по-новому свет на обзор существующих немецких рассказов о падении Берлина и отношении советских оккупантов к немецкому населению в то время».
«Дневник Гельфанда отражает настроения советских войск на заключительном этапе Второй мировой войны и после её окончания. Еврей украинского происхождения попадает в Германию с большой непосредственностью и растущей жаждой мести, которая вилась среди войск, участвующих в операции „Висла-Одер“. Ненависть к врагу все больше и больше отождествляется со всем немецким народом. Гельфанд является свидетелем разрушений, мародерств, смертей и предательств. В дневниках записаны несколько случаев насилия и изнасилования немецких женщин. Он является чувствительным наблюдателем и соучастником в одном лице и не пытается скрывать акты мести и грабежей. Дневники Гельфанда являются уникальной хроникой начала советской оккупации Германии».
«Дневник уникален по нескольким обстоятельствам. Во-первых, по хронологическому охвату и объему записей: он начинается с последних предвоенных месяцев 1941 года, завершается возвращением из Германии, где автор служил в оккупационных войсках, осенью 1946 года. Гельфанд — и это вторая черта, позволяющая счесть его дневник уникальным, — был минометчиком, в период боевых действий находился практически на самом „передке“; впереди была только пехота. В-третьих, и это, возможно, самое важное: дневник беспрецедентен по откровенности. При чтении дневников нередко можно заметить некий внутренний ограничитель: их авторы как бы предполагают постороннего читателя, иногда сознательно пишут с учетом этого „внешнего“ читателя. Случай Гельфанда принципиально иной: временами текст дневника тяжело читать: автор описывает собственные унижения, иногда — неблаговидные поступки. С не имеющей аналогов откровенностью он пишет о своих сексуальных проблемах и „победах“, вплоть до физиологических подробностей. Уникален дневник и еще в одном отношении: это, пожалуй, единственный известный в настоящий момент текст, подробно описывающий „труды и дни“ офицера Красной армии в оккупированной Германии в 1945—1946 годах, его взаимоотношения с немцами (в особенности — с немками), — описывающий без каких-либо умолчаний и оглядок».

## Другое
- Различные предметы из личной коллекции семьи Владимира Гельфанда: письма, документы, оригинал Журнал боевых действий 301 стрелковой дивизии, трофеи и другое (приблизительно 150 экспонатов[8]), находятся во владении Германо-российского музея «Берлин-Карлсхорст» (Deutsch-Russisches Museum Berlin-Karlshorst).
- [9] Театральная постановка, 2007 «Русско-немецкий солдатский разговорник. История одного диалога» и «Das deutsch-russische Soldatenwörterbuch — Zwei Räume im Dialog», с использованием выдержек из: Wladimir Gelfand: Deutschland-Tagebuch 1945—1946. Aufzeichnungen eines Rotarmisten ©Aufbau Verlagsgruppe GmbH.
- Подлинники «дневники и письма 1941—1946 гг.» и другие предметы из личной коллекции семьи Владимира Гельфанда переданы в Еврейский музей и центр толерантности Москва, Россия
- Подлинники «дневники и письма 1947—1983 гг.», фотоальбомы и другие предметы из личной коллекции семьи Владимира Гельфанда переданы в Музей «Память еврейского народа и Холокост в Украине» г. Днепр, Украина

## Награды
- Орден Красной Звезды (1945)[10]
- Медаль «За победу над Германией в Великой Отечественной войне 1941—1945 гг.»[11]

## Публикации
- 2002 — издательство bbb battert Баден-Баден, Германия, Tagebuch 1941—1946 (ISBN 3-87989-360-8)
- 2005 — издательство Aufbau Берлин, Германия, Deutschland Tagebuch 1945—1946 (ISBN 3-351-02596-3)
- 2006 — издательство Ersatz Стокгольм, Швеция, Tysk dagbok 1945—46 (ISBN 91-88858-21-9)
- 2008 — издательство Aufbau-Taschenbuch-Verlag Берлин, Германия, Deutschland Tagebuch 1945—1946 (ISBN 3-7466-8155-3)
- 2012 — издательство Ersatz-E-Book Стокгольм, Швеция, Tysk dagbok 1945—46 (ISBN 9789186437831)
- 2015 — издательство РОССПЭН Москва, Россия (ISBN 978-5-8243-1983-5); издательство Книжники (ISBN 978-5-9953-0395-4) Владимир Гельфанд. Дневник 1941—1946
- 2016 — издательство РОССПЭН Москва, Россия (ISBN 978-5-8243-2023-7); издательство Книжники (ISBN 978-5-9953-0437-1) Владимир Гельфанд. Дневник 1941—1946